# Giuseppe Vella
Giuseppe Vella (Malta, 1749 – Mezzomonreale, maggio 1814) è stato un monaco cristiano e falsario maltese naturalizzato italiano, noto per la sua fabbricazione di un «falso straordinario» su presunte fonti primarie del dominio islamico in Sicilia che diceva di aver rinvenuto.
L'attività di falsario gli guadagnò comunque, nel 1785, la prima cattedra di lingua araba dell'Accademia degli studi di Palermo. La vicenda dei falsi, «minsogna saracina» nelle parole del poeta Giovanni Meli, «arabica impostura» nella definizione di altri studiosi (come Domenico Scinà), ebbe grande risonanza in tutta Europa, e fece nascere una diatriba erudita che si connotò per importanti implicazioni politiche. Come osserva Giuseppe Giarrizzo, la sua opera falsificatrice, con le sue ricadute politiche, rimane «un documento capitale delle idee correnti allora nella cultura siciliana sulla storia dell'isola, sulla genesi del suo diritto pubblico, sul significato storico politico di istituti ed uffici; e come tale merita di essere letta e studiata».
La vicenda di Vella, infine, ha ispirato poeti come Giovanni Meli, romanzieri come Leonardo Sciascia e Andrea Camilleri, e perfino registi cinematografici. Ebbe comunque una ricaduta positiva, riuscendo a stimolare in Sicilia gli studi di orientalistica, fino ad allora del tutto negletti nell'isola, poi elevati al massimo livello scientifico dal palermitano Michele Amari.

## Biografia
Nato a Malta, compì sull'isola studi umanistici e teologici, che lo portarono a entrare nell'Ordine gerosolimitano. Si recò nel 1780 a Palermo, dove usufruì di «un legato perpetuo di messe quotidiane, ricevuto in eredità da una zia suora e di cui ha vanamente chiesto il trasferimento nel paese natale».
Dal 1782 fu cappellano nel monastero di San Martino delle Scale di Monreale, presso Palermo. Il suo lavoro di erudito è noto per un'importante opera di falsificazione che durò diversi anni.
L'evento che darà una svolta alla sua vita, e lo porterà alla ribalta intellettuale europea, accadrà il 17 dicembre 1782, quando Muḥammad ibn ʿUthmān, ambasciatore del Marocco, riparato nel porto di Palermo per sfuggire al mare in tempesta, fu ospite della città. Con la sua lingua maltese (una forma di dialetto arabo in alfabeto latino, imparentato con l'arabo maghrebino), e forse anche qualche conoscenza d'arabo, si improvvisò interprete dell'ambasciatore, accompagnando il dignitario a visitare i luoghi notevoli della città, compreso il monastero cassinese di San Martino delle Scale, dove al diplomatico furono mostrati i codici arabi ivi conservati.
Fu così che ebbe l'occasione di millantare una sua conoscenza dell'arabo e poté constatare l'assenza di conoscitori di quella lingua in città: fu questa situazione che dovette fargli balenare l'idea di una truffa culturale. Una volta partito l'ambasciatore, all'inizio del 1783 inizia a trapelare in città la notizia dell'esistenza di un manoscritto in caratteri cufici (che verrà poi chiamato Codex Martinianus, dal nome del monastero di San Martino alle Scale; i manoscritti del convento di San Martino provenivano probabilmente dalla collezione privata di Martino La Farina, marchese di Madonia, bibliotecario dell'Escorial, che li aveva comprati intorno al 1640. L'acquisizione al patrimonio del convento di San Martino alle scale avvenne intorno al 1740, quando furono messi in vendita dagli eredi di La Farina).
Vella inizia affermando che uno di quei codici contiene il registro della cancelleria araba in Sicilia, e finge anche di tradurne alcuni passi che suscitano subito l'entusiasmo e il sostegno di alcuni intellettuali palermitani, come Giovanni Evangelista Di Blasi e l'arcivescovo Alfonso Airoldi, giudice dell'Apostolica Legazia di Sicilia, oltre che mecenate degli studi orientalistici, dal quale ottiene finanche il patrocinio.
Vide così la luce l'opera Il Consiglio di Sicilia, portata a termine e data alle stampe nel 1789-92. Si trattava di una colossale impostura, dal momento che il Vella aveva finto di tradurre «un carteggio degli emiri di Sicilia con i principi arabi dell'Africa settentrionale» da un codice che, in realtà, conteneva una biografia di Maometto. La presunta scoperta fece immediato scalpore in tutta Europa, dal momento che colmava una lacuna storiografica sull'epoca musulmana della Sicilia. Fecero seguito altre falsificazioni, come Il Consiglio d'Egitto, basato su nuove presunte scoperte, e l'annuncio, poi rimasto tale, della scoperta delle opere perdute di Tito Livio in "traduzione" araba. Inventò inoltre, di sana pianta, cinque lettere in lingua volgare che sarebbero state inviate all'emiro di Sicilia, al-Ḥasan ibn al-ʿAbbās, negli anni tra l'882 e l'887, dai papi Marino I, Adriano III, Stefano V. Si sarebbe trattato, se autentici, dei più antichi documenti della storia della lingua italiana, anteriori di un secolo ai Placiti cassinensi.
L'opera falsificatrice di Giuseppe Vella, estesa anche alle monete, gli diede la possibilità di accedere per primo alla cattedra di lingua araba all'Accademia degli studi di Palermo, cattedra appena istituita con dispaccio reale del 7 agosto 1785.
La falsificazione resse per vari anni, e fu scoperta grazie all'opera congiunta di vari studiosi. Il primo ad avanzare precocissime riserve sull'autenticità di quella documentazione storica, quando ancora si andava preparando la "traduzione", fu il canonico Rosario Gregorio (1753-1809). Le considerazioni del Gregorio, espresse in una lettera a Jean-Jacques Barthélemy, del novembre 1786, nascevano da problemi di stile e di coerenza interna dei testi, da un punto di vista cronologico e geografico. Nel 1786 pubblicò a Palermo una dissertazione sulla controversia, De supputandis apud Arabes Siculos temporibus. Le obiezioni del Gregorio furono facilmente tacitate, facendo appello alla poca dimestichezza che egli poteva allora vantare con la lingua araba. Queste difficoltà sollecitarono il canonico a dedicarsi, da autodidatta, all'apprendimento dell'arabo, che richiese alcuni anni. Due anni dopo, nel 1788, apparve una lettera aperta, pubblicata a Malta, a firma di un tale De Veillant, pseudonimo dietro cui si nascondeva, forse, lo stesso Gregorio. Alla lettera ribatté immediatamente, e con violenta vis polemica, il Di Blasi, che diede alle stampe Giudizio sopra una lettera di L. de Veillant proposto da Alessio Aganippeo (Palermo, 1788. Alessio Aganippeo è lo pseudonimo che il Di Blasi si attribuisce).
A dirimere la controversia sui falsi manoscritti fu anche chiamato in Sicilia lo studioso italiano Joseph Hager (1757-1819), professore di arabo all'Università di Vienna, incaricato espressamente da Ferdinando IV di Napoli. Il lavoro fu poi portato a termine da altri.
Una volta scoperta l'impostura, il Vella fu arrestato e condannato, il 29 agosto 1796, a 15 anni di prigione da scontare nel castello di Palermo. La pena inflitta fu poi commutata in arresti domiciliari, che egli trascorse nel casino da lui acquistato a Mezzomonreale, dove rimase fino alla morte, avvenuta nel maggio 1814 o nel maggio 1815. Negli anni di reclusione, si diede alla creazione del Kitāb Dīwān Miṣr, il manoscritto apocrifo da cui sarebbe stato derivato il Consiglio d'Egitto. L'apocrifo fu anche oggetto di un tentativo di vendita, intentato dagli eredi nel 1908.

### Strascichi polemici ed echi letterari
Alla vicenda del falso, Domenico Scinà, allievo di Rosario Gregorio, dedicò L'arabica impostura, uno scritto polemico e pieno di risentimento nei confronti del Vella. L'opuscolo è stato ripubblicato, nel 1978, presso la casa editrice Sellerio a Palermo, a cura di Adelaide Baviera Albanese, nella collana editoriale «La civiltà perfezionata». L'opera contiene un saggio della curatrice, "Il problema della arabica impostura dell'abate Vella", già uscito in precedenza in Nuovi quaderni del meridione, I (1963), n. 4 (pp. 395–428).
Il poeta Giovanni Meli gli dedicò La Minsogna Saracina, in vernacolo siciliano, nella quale così si esprimeva: 
«Azzardannu 'na jurnata / Visitari li murtali, / Virità fu sfazzunata; / Ristau nuda a lu spitali. / [...] / Sta Minsogna Saracina / cu sta giubba mala misa / trova cui pri concubina / l'accarizza, adorna e spisa. / E cridennulla di sangu, / Come vanta, anticu e puru, / d'introdurla in ogni rangu / si fa pregio non oscuru».
Michele Amari lo definì «digiuno d'ogni erudizione, ma furbo, baldanzoso, sfacciato, ciarlatano».
L'intera vicenda fornì a Leonardo Sciascia lo spunto per una ricostruzione romanzata nel Consiglio d'Egitto, del 1963, da cui sarebbe stato tratto, nel 2002, l'omonimo film di Emidio Greco.
Altra ripresa in chiave letteraria della vicenda si deve ad Andrea Camilleri (Le "Croniche" di uno scrittore maltese, in Romanzi storici e civili, 2002, I Meridiani Arnoldo Mondadori Editore).

### Ulteriori letture
- Thomas Freller, The Rise and Fall of Abate Giuseppe Vella. A story of forgery and deceit, P.I.N., Malta, 2001 ISBN 978-9-99-324115-7